# Gravity (canção de Embrace)
"Gravity" é o primeiro single do álbum Out of Nothing, quarto álbum de estúdio da banda britânica Embrace. Foi escrita por Chris Martin. A canção foi estreada ao vivo em um show do Coldplay em 2002. Em última análise, Martin deu a música para Embrace. "Gravity" alcançou a posição # 7 na UK Singles Chart. Foi lançado em formato de CD e red vinil 7" polegadas. Ele mais tarde se tornou a canção tema para o programa de TV Mike Bassett: Manager, estrelado por Ricky Tomlinson.
O B-side, "Wasted", começou com "Logical Love Song" e foi originalmente concebido durante as sessões do álbum Drawn from Memory. "Gravity" foi regravada por Coldplay em finais de 2005 e está incluído como B-side do single "Talk".
As canções "Too Many Times", "The Shot Ringing's Still" e "Waterfall" são destaques na compilação de B-sides, Dry Kids: B-Sides 1997–2005'.

## Faixas
7"
1. "Gravity"
2. "Wasted"

CD1
1. "Gravity"
2. "Too Many Times"

CD2
1. "Gravity"
2. "The Shot's Still Ringing"
3. "Waterfall"
4. "Gravity" (video)